# État de la Mer-Rouge
Mer-Rouge (en arabe : البحر الأحمر, al-bḥr alʾḥmr, « Al Bahr el Ahmar ») est un État du Soudan.
Sa capitale est Port-Soudan.
Au nord-est, le triangle de Hala'ib est un territoire disputé avec l'Égypte.